# Poul Hartling
Poul Hartling (født 14. august 1914 i Sundby, København, død 30. april 2000, København.) var Venstrepolitiker, dansk statsminister (19. december 1973 – 13. februar 1975), FN's flygtningehøjkommissær 1978-85 og Storkorsridder af Dannebrogordenen 1977.

## Baggrund
Poul Hartling blev født i Sundby, København som søn af skoleinspektør Mads R. Hartling, der blev undervisningsminister i Knud Kristensens regering 1945-47. Poul Hartling gik til 5. klasse i Østrigsgade Skole, hvor begge hans forældre fungerede som lærere. Han blev cand.theol. fra Københavns Universitet i 1939 og i 1945 lærer, og efter at have været både præst og underviser blev han i 1950 forstander og siden rektor for Zahles Seminarium.

## Politisk karriere
Han blev valgt til Folketinget for Venstre i 1957, men faldt ved valget i 1960. I 1964 kom han igen i tinget, og da Erik Eriksen 24. maj 1965 gik af som formand for folketingsgruppen og som partiformand, overtog Poul Hartling begge poster kort tid efter. I "Svanningetalen" nærmede han sig Det Radikale Venstre, og da Jens Otto Krags socialdemokratiske mindretalsregering måtte træde tilbage i 1968, dannedes VKR-regeringen under Hilmar Baunsgaard, og Hartling blev udenrigsminister i fire år.
Han dannede en Venstre-mindretalsregering efter valget i 1973, det såkaldte jordskredsvalg, selv om Venstre havde mistet 8 mandater. Regeringen havde danmarkshistoriens mindste opbakning med kun 22 venstremandater bag sig, men der blev ikke konstateret et flertal mod regeringen. Hartling udskrev valg i 1975, og selv om Venstre næsten fordoblede sit mandattal, var det Anker Jørgensen, der nu dannede en socialdemokratisk regering. En borgerlig firkløverregering var ellers under opsejling, men Hartling valgte til sidst at give op, da den ville blive afhængig af Mogens Glistrup og hans Fremskridtspartiet.

## Efter Folketinget
Efter et valgnederlag i 1977 gik Poul Hartling ud af dansk politik og blev FN's flygtningehøjkommissær fra 1978 til 1985. På vegne af FN's flygtningearbejde modtog han i 1981 Nobels Fredspris. 
Poul Hartling var politisk aktiv i en høj alder. I 1987-89 var han rådsformand for Dansk Center for Menneskerettigheder og fra 1990 til 1995 var han formand for Udenrigsministeriets Demokratifond.
På sine ældre dage udarbejdede han krydsordsopgaver til Weekendavisen.

## Hædersbevisninger
Tildelt storkorset af Dannebrog 13.12.1977. 
Poul Hartling er begravet på Hørsholm Kirkegård.